# 嘉峪关
嘉峪关位于甘肃省嘉峪关市峪泉镇嘉峪关村，是明长城西端的第一重关，也是古代“丝绸之路”的交通要衝。

## 地理
嘉峪关关城位于嘉峪关最狭窄的山谷中部，地势最高的嘉峪山上，城关两翼的城墙横穿沙漠戈壁。嘉峪关以地势险要，巍峨壮观著称于世，被称为「天下第一雄關」。与千里之外的「天下第一關」——山海关遥相呼应，闻名天下。

## 历史
- 嘉峪关建于明太祖洪武五年（1372年），距今已有653年的历史。
- 明孝宗弘治八年（1495年），修建嘉峪关关楼。
- 明武宗正德元年（1506年），修建了内城光化楼和柔远楼，同时，还修建了官厅、仓库等附属建筑物。
- 明世宗嘉靖十八年（1539年），在关城上增修敌楼、角楼等，并在关南关北修筑两翼长城和烽火台等。

## 建筑
现在关城以内城为主，周长640米，面积2.5万平方米，城高10.7米，以黄土夯筑而成，西侧以99999块砖包墙。东西城垣开门，东为光化门，西为柔远门。均筑瓮城。嘉峪关内城墙上还建有箭楼、敌楼、角楼、阁楼、闸门楼共十四座，是长城众多关城中保存最为完整的一座。 
这里还有中国第一个全面、系统的展现长城文化的专题博物馆——长城博物馆。

## 嘉峪关传说
在嘉峪关流传一个歌颂古代工匠的传说。相传明正德年间，有一位名叫易开占的修关工匠，精通九九算法，所有建筑，只要经他计算，用工用料十分准确和节省。监督修关的监事管不信，要他计算嘉峪关用砖数量，易开占经过详细计算后说：“需要九万九千九百九十九块砖。”监事管依言发砖，并说：“如果多出一块或少一块，都要砍掉你的头，罚众工匠劳役三年。”竣工后，只剩下一块砖，放置在西瓮城门楼后檐台上。监事管发觉后大喜，正想借此克扣易开占和众工匠的工钱，哪知易开占不慌不忙的说：“那块砖是神仙所放，是定城砖，如果搬动，城楼便会塌掉。”监事管一听，不敢再追究。这块砖就一直放在原地，名為定城磚，此砖仍保留在嘉峪关城楼之上。

## 图集

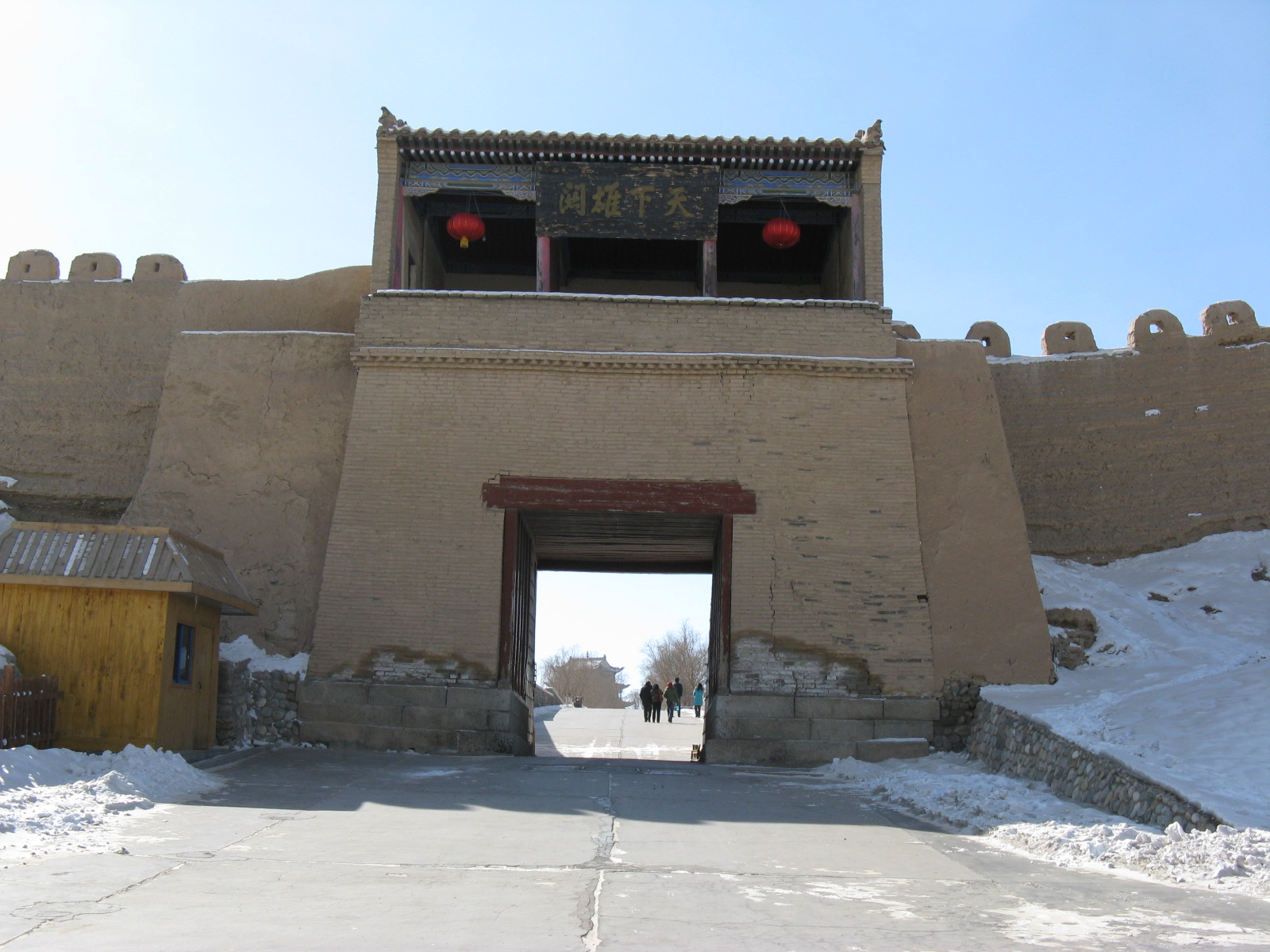
天下雄关
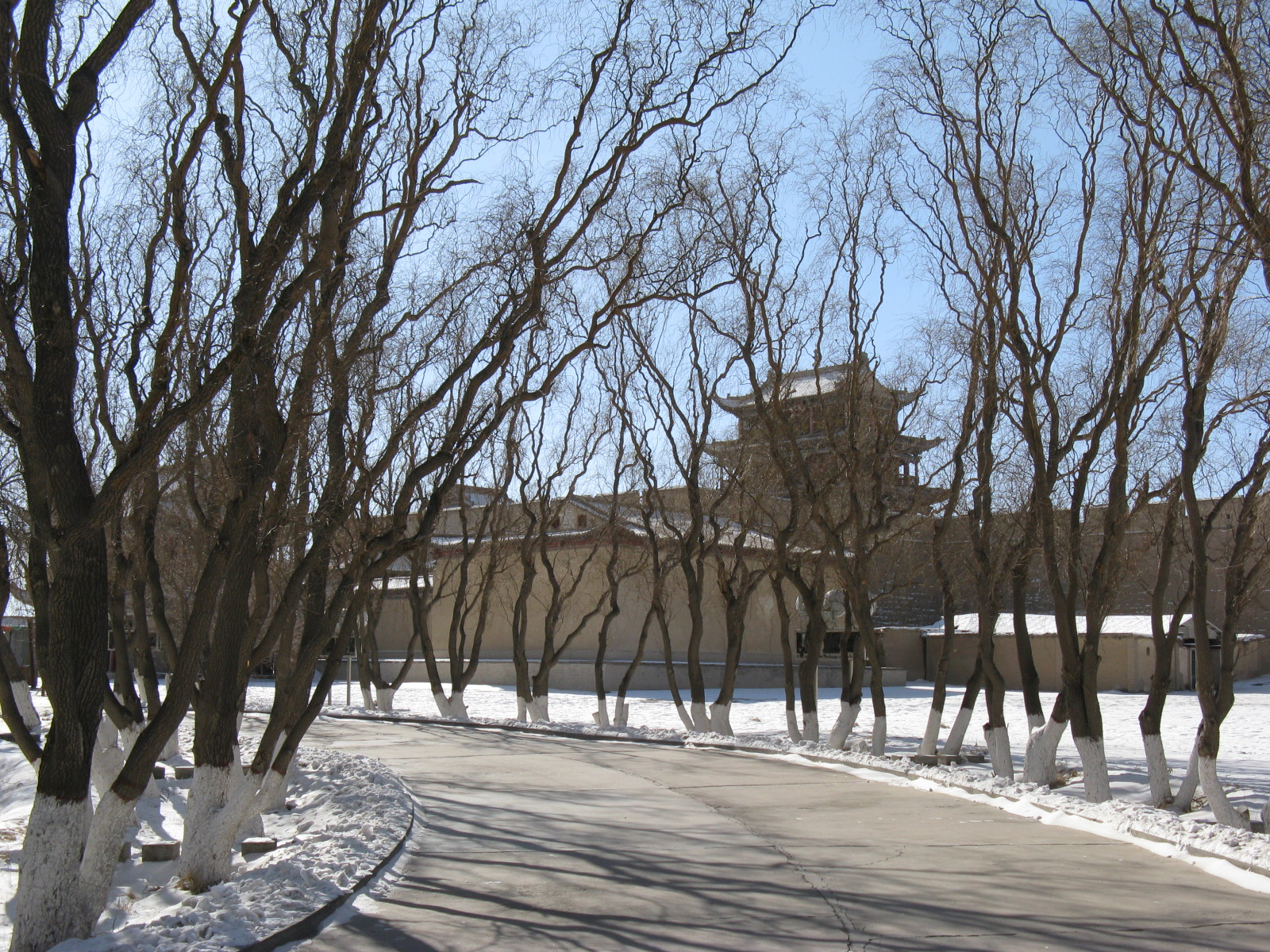
冬日垂柳
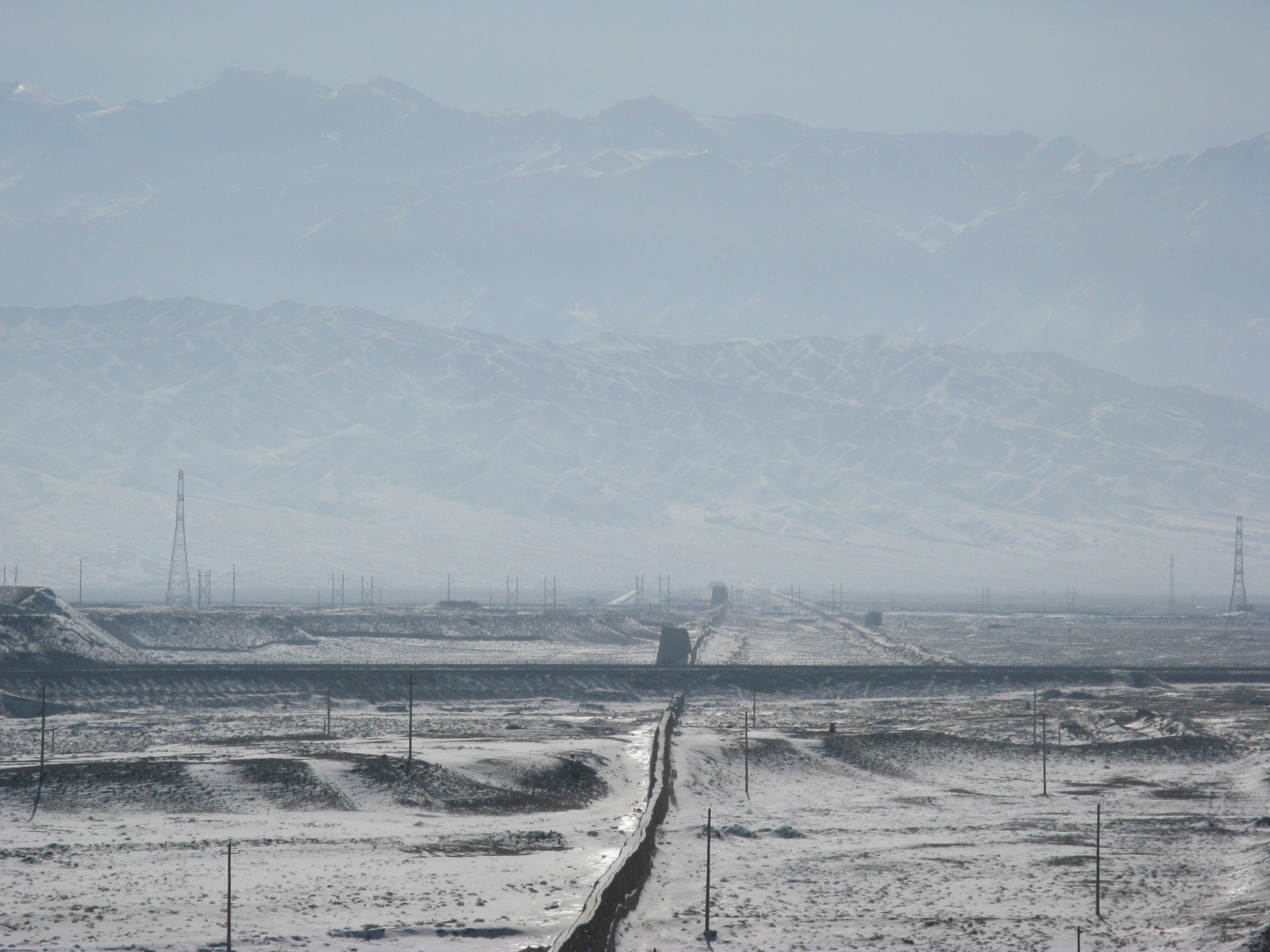
远眺祁连
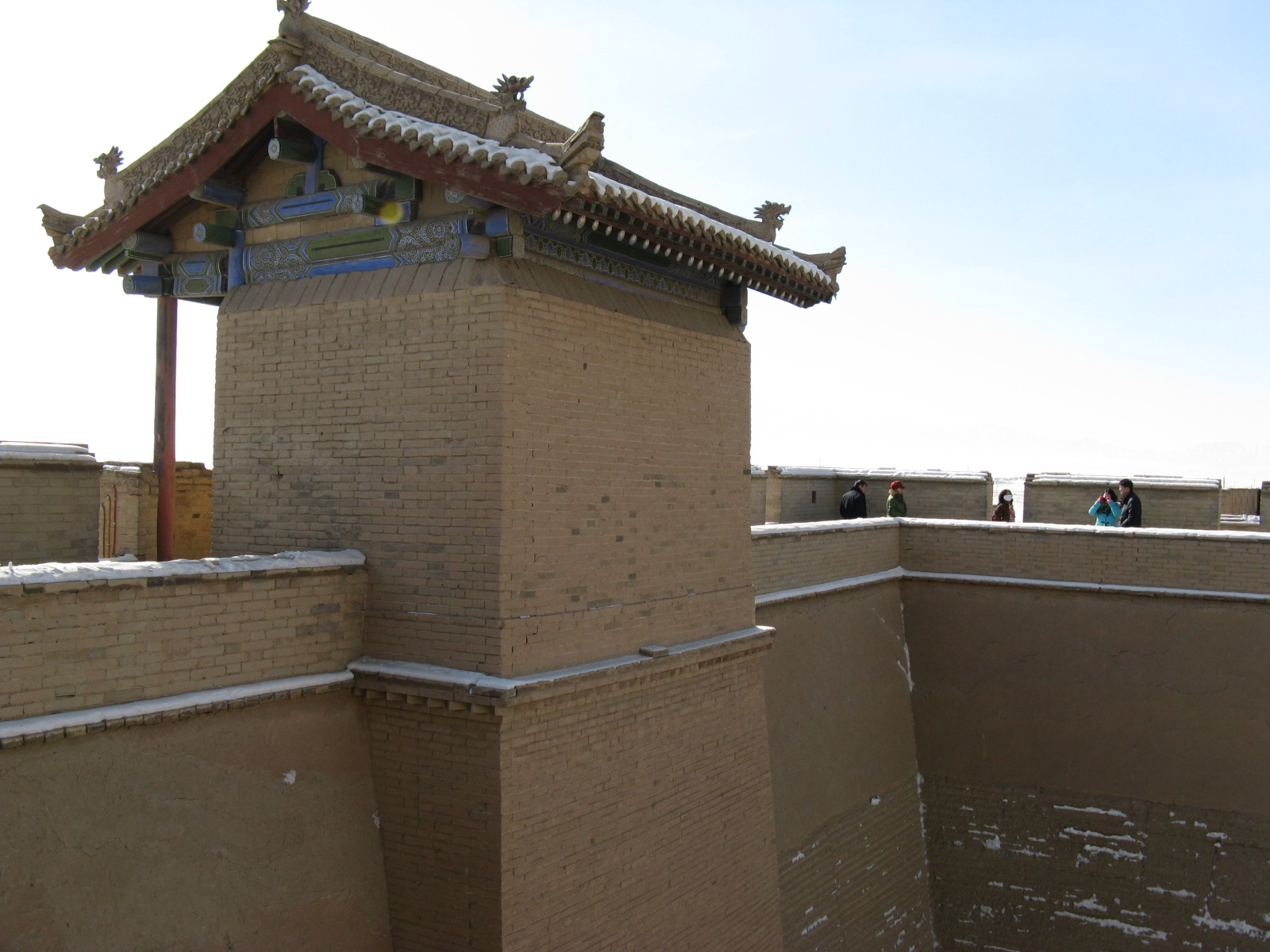
一块砖
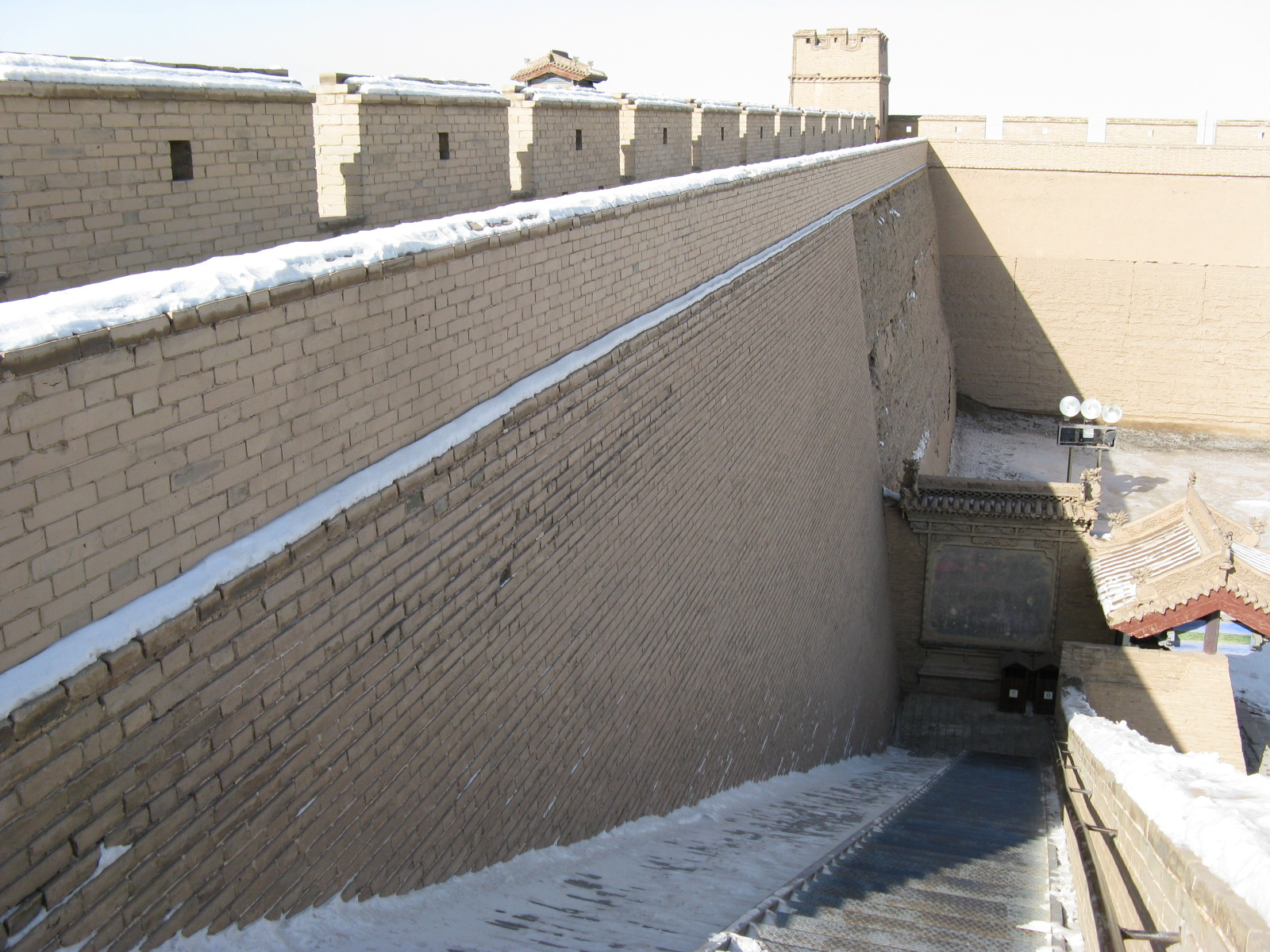
台阶
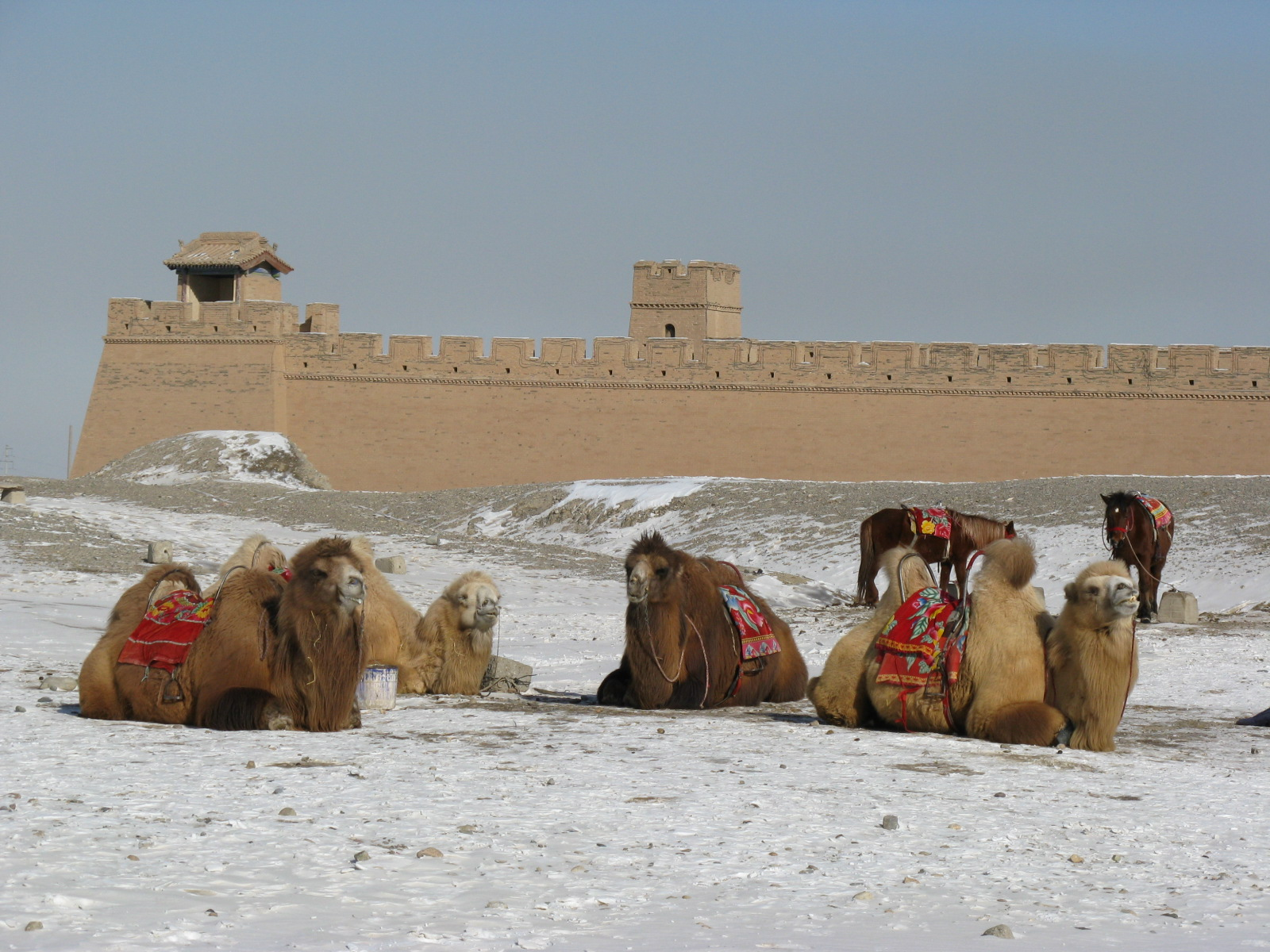
“沙漠之舟”
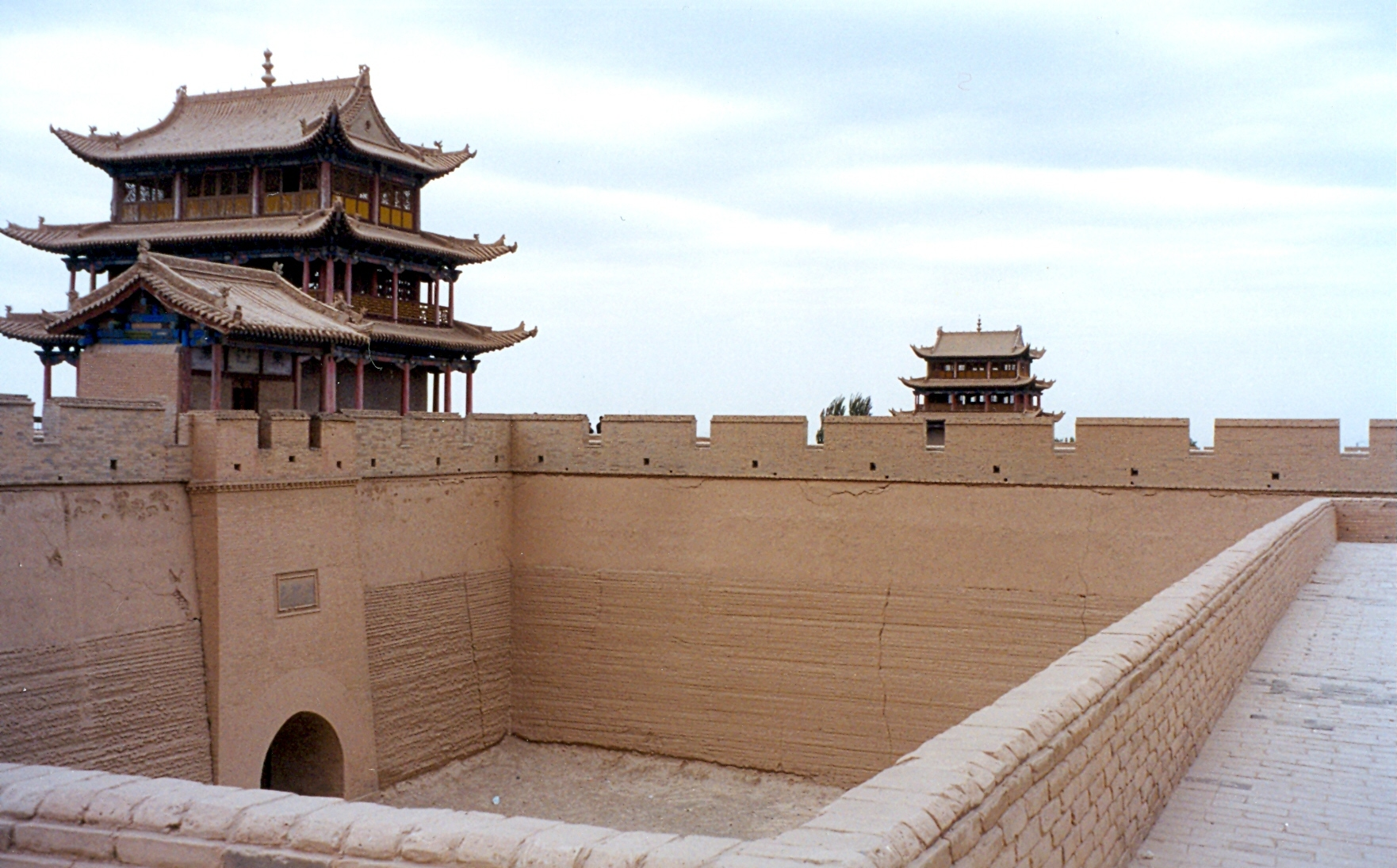
故城
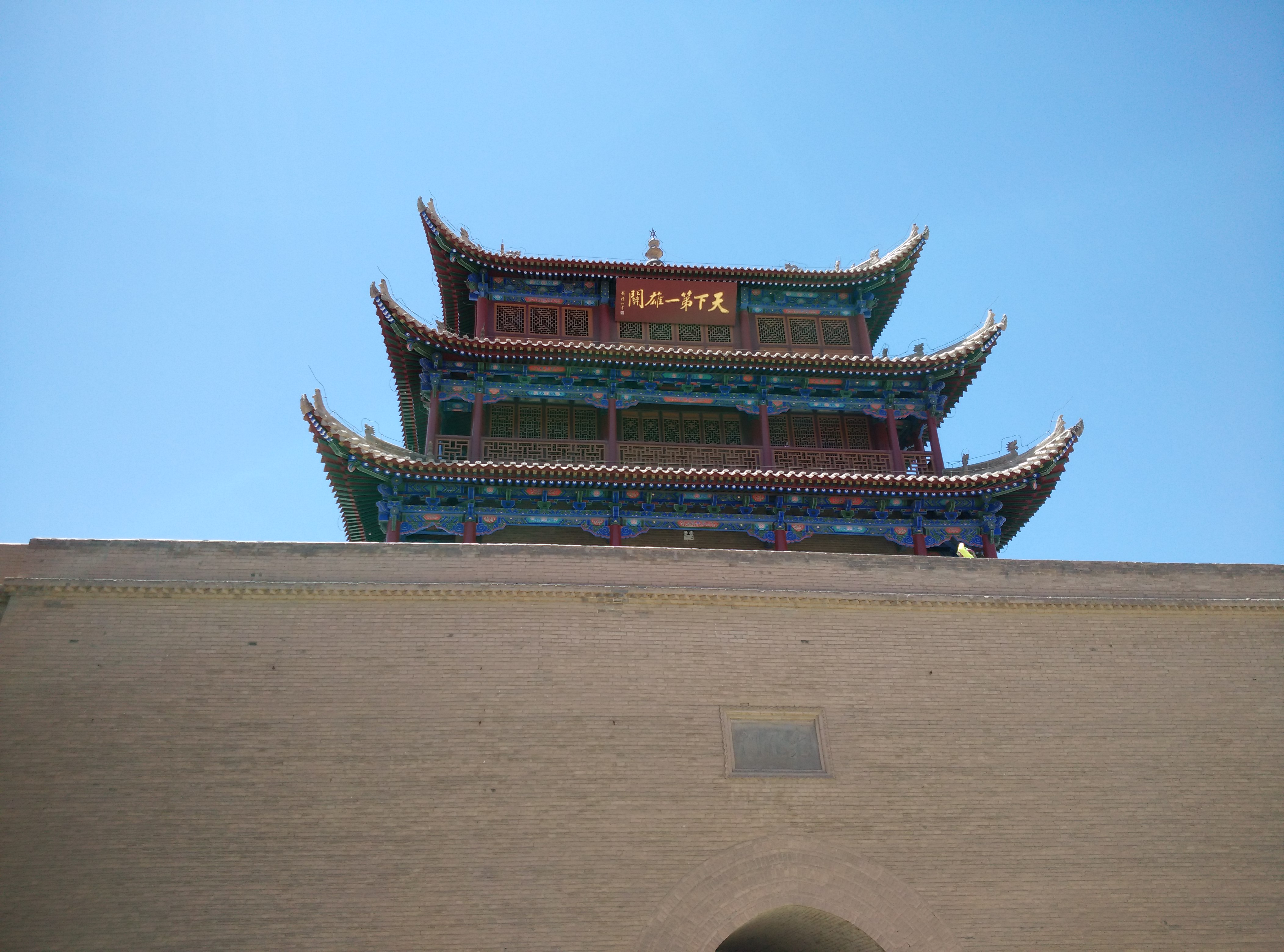
嘉峪关关城
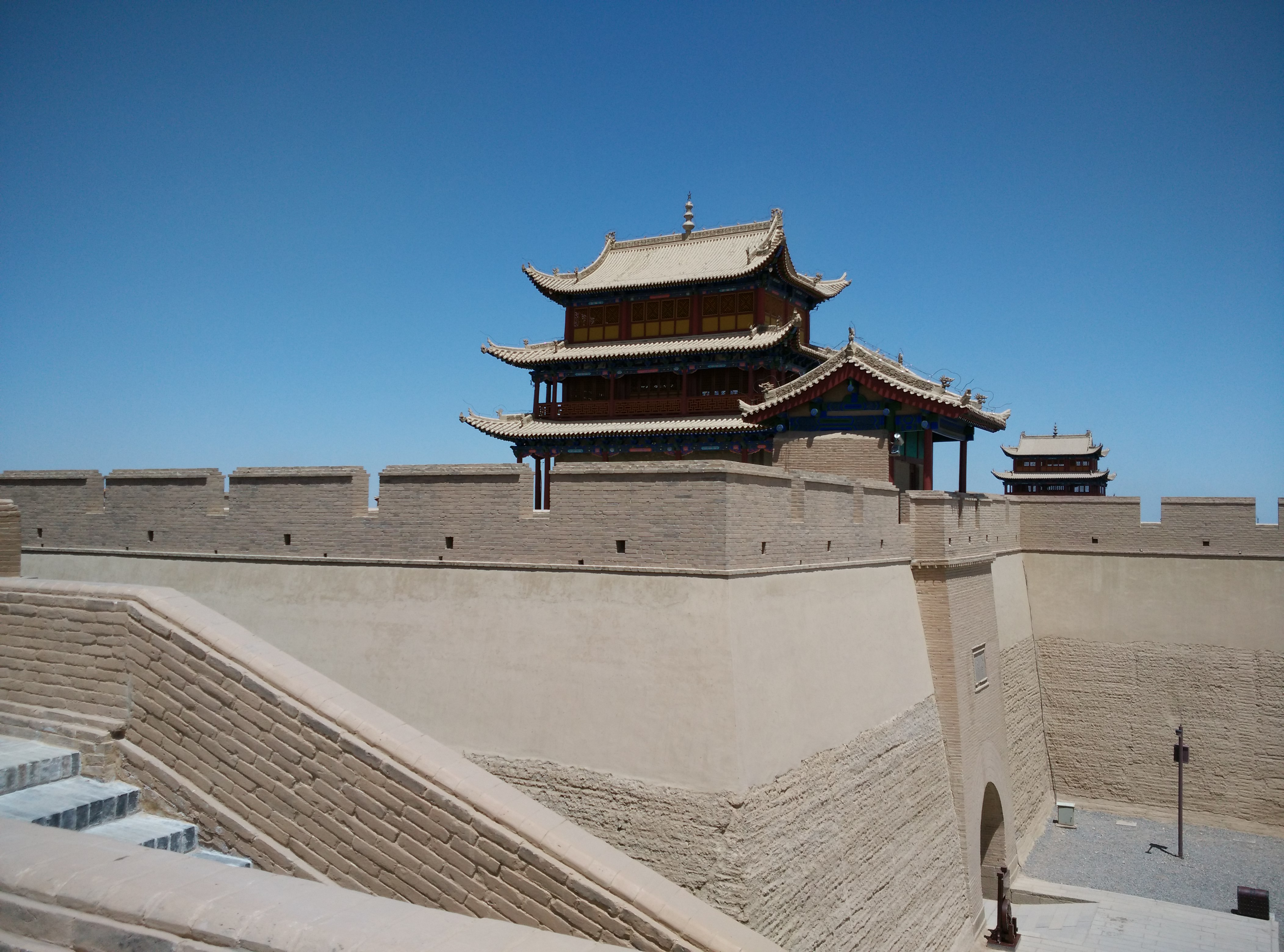
嘉峪关关城
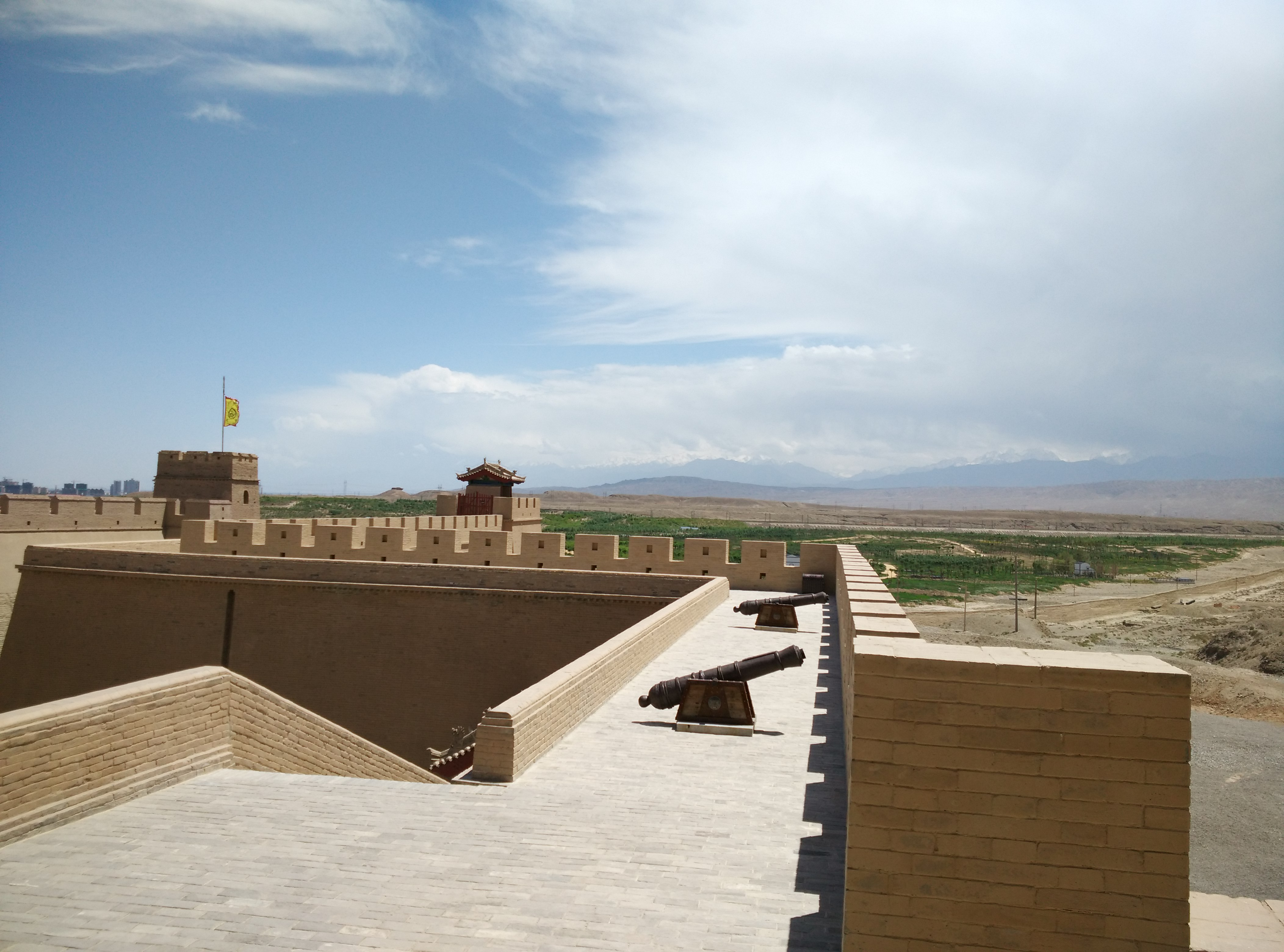
嘉峪关关城
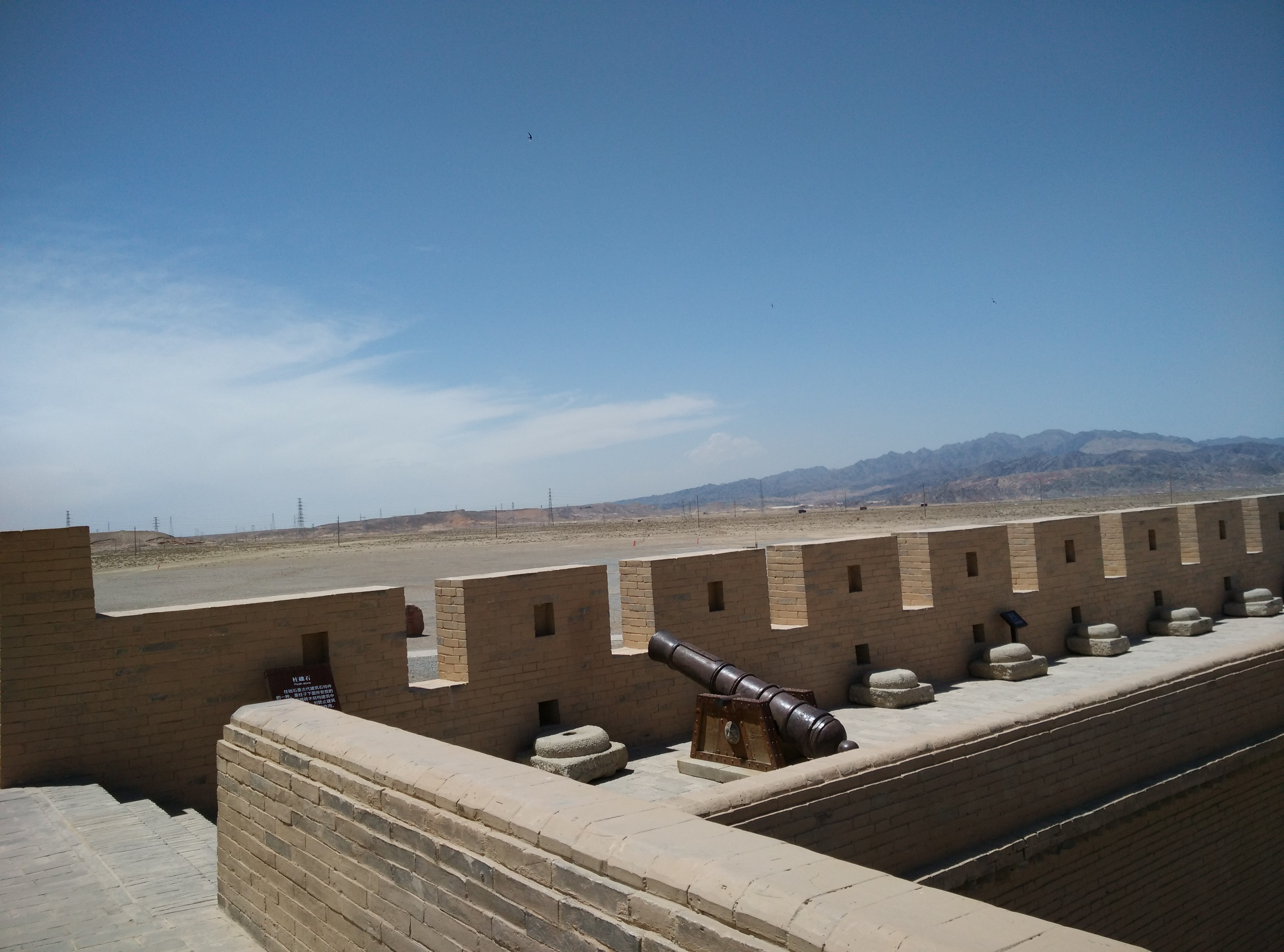
嘉峪关关城
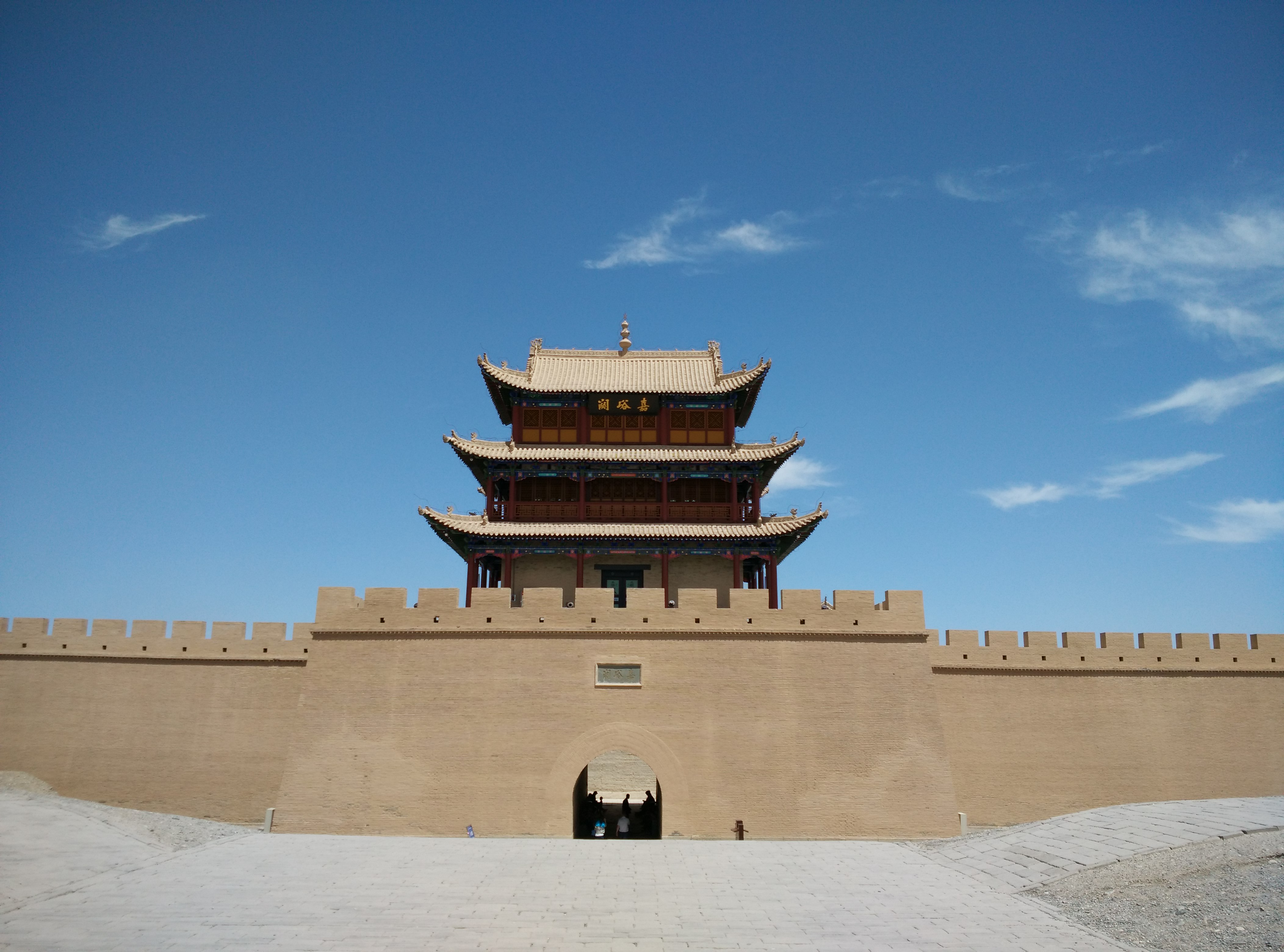
嘉峪关关城
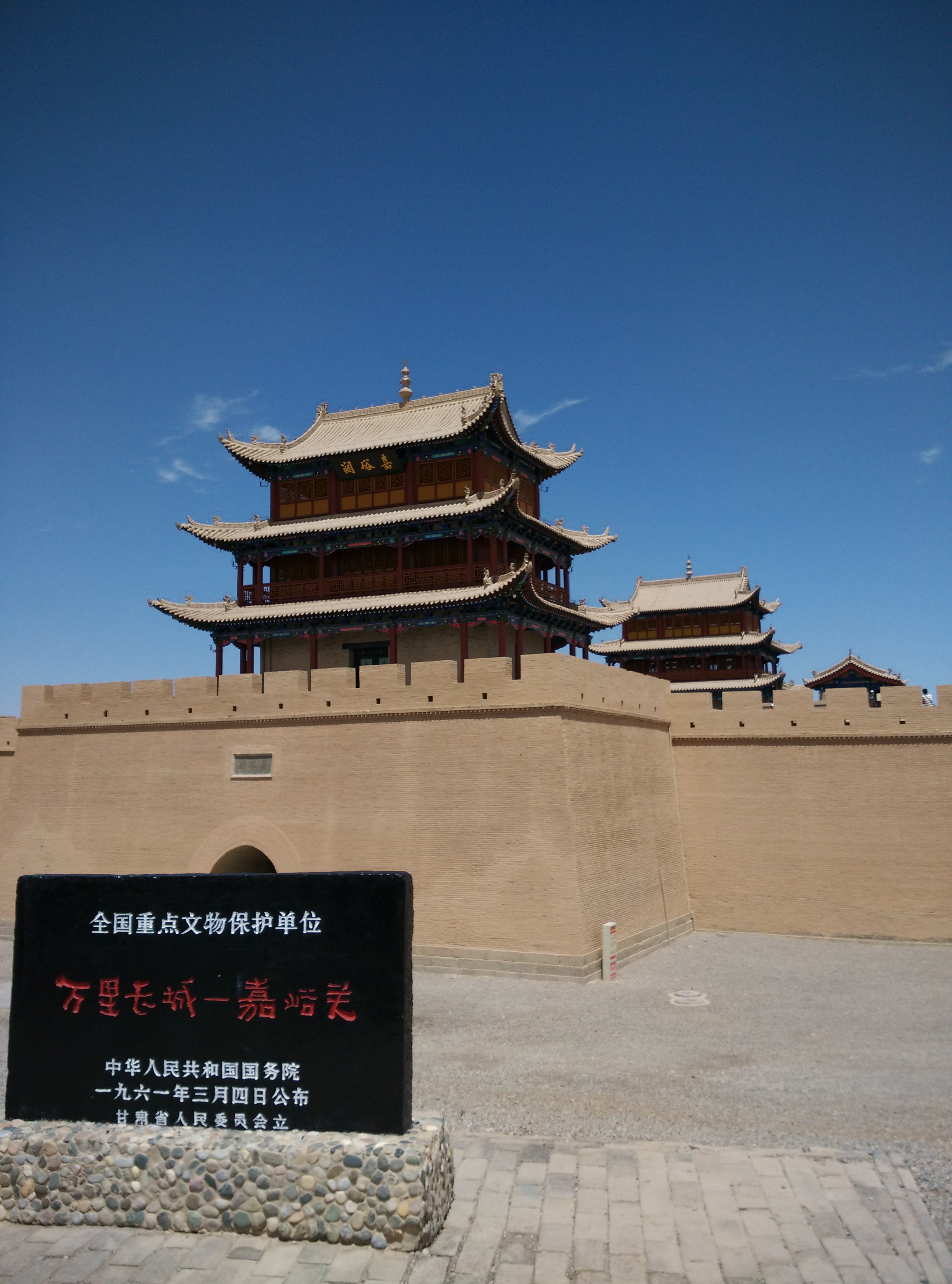
嘉峪关关城
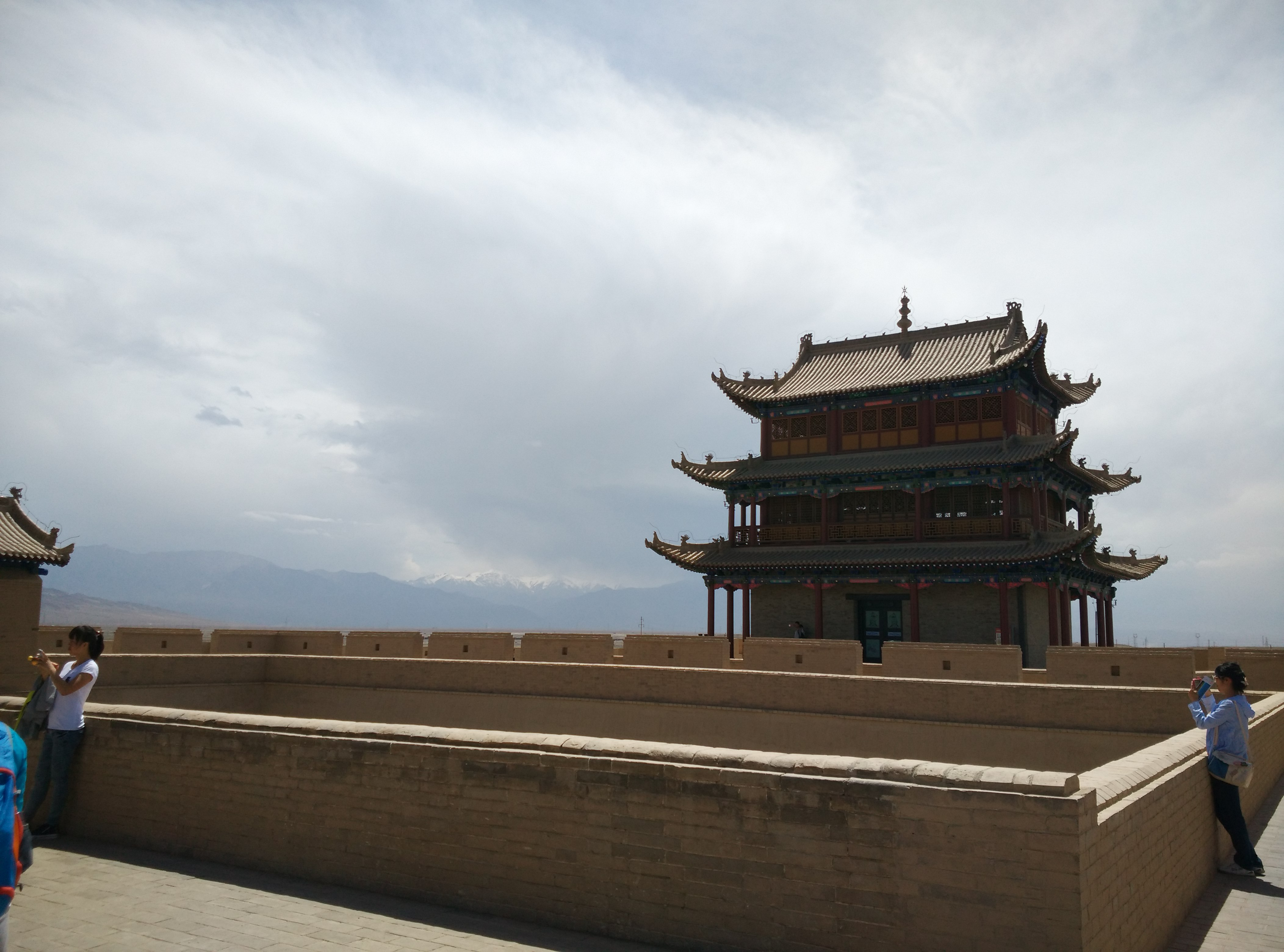
嘉峪关关城
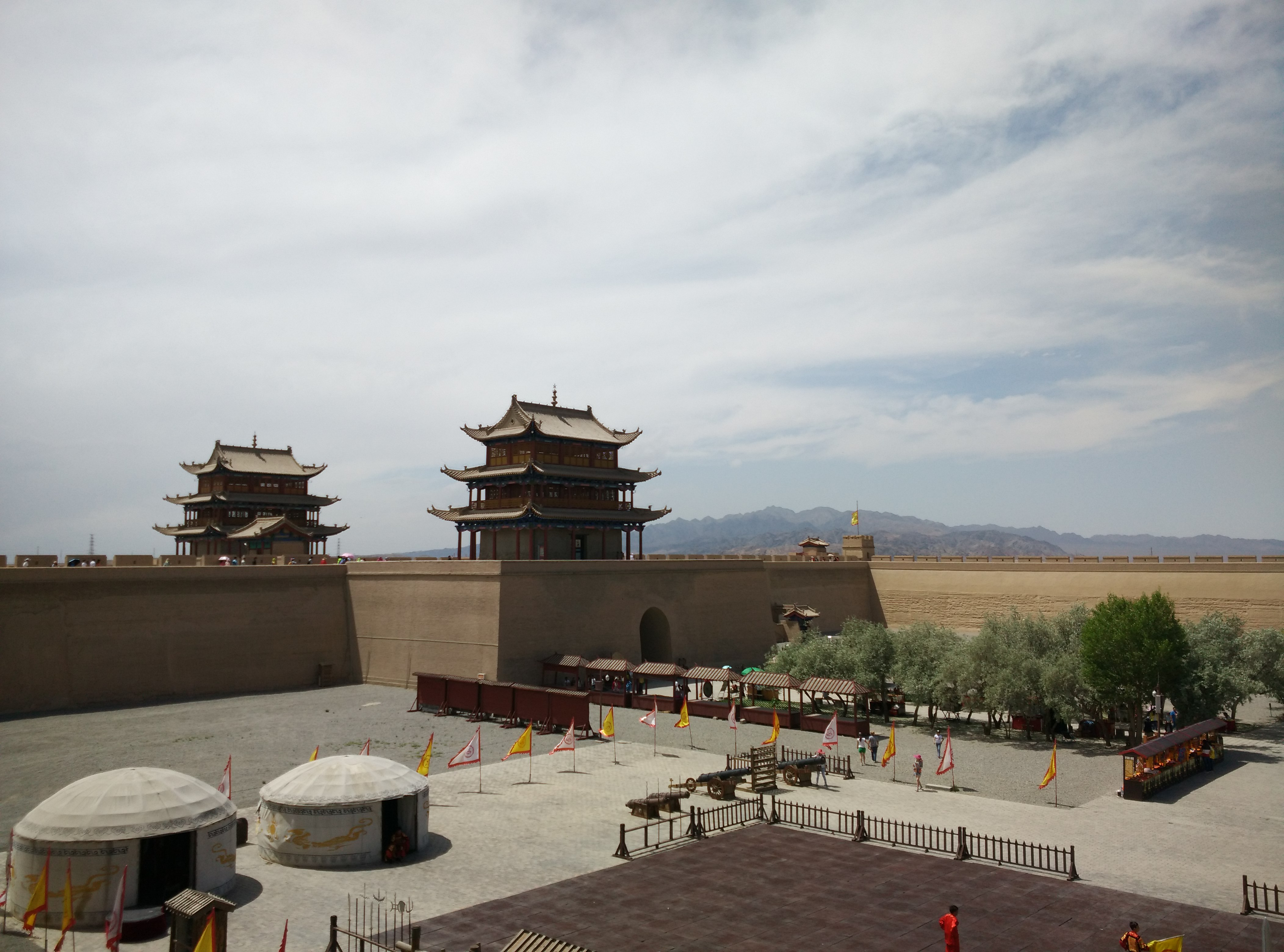
嘉峪关关城
嘉峪关关城
嘉峪关关城
嘉峪关关城

## 外部連結
- 维基共享资源上的相關多媒體資源：嘉峪关